# Armilustrium
Das Armilustrium war eine religiöse Feier des römischen Festkalenders, die zu Ehren des Mars am 19. Oktober abgehalten wurde. Zu einer Heerschau auf dem Aventin gehörten Prozessionen, Tieropfer und wahrscheinlich auch der Tanz der salii, einer Priestergemeinschaft des Mars. Dabei wurden die Kriegswaffen (arma) einer rituellen Reinigung (lustrum) unterzogen und so für die Lagerung während des Winters bereit gemacht. Das Fest entstammte noch der archaischen Kriegsführung, die die Feldzüge zeitlich auf die gemäßigten und warmen Monate beschränkte.